# Naturschutzgebiet Buchhorstkuppe
Das Naturschutzgebiet Buchhorstkuppe mit einer Größe von 2,9 ha liegt östlich von Helmeringhausen im Stadtgebiet von Olsberg im Hochsauerlandkreis. Das Gebiet wurde 2004 mit dem Landschaftsplan Olsberg durch den Hochsauerlandkreis als Naturschutzgebiet (NSG) ausgewiesen.

## Gebietsbeschreibung
Beim NSG handelt es sich um die Bergkuppe Buchhorst, welche mit Buchen und Eichen bestanden. Am Nordhang befindet sich ein bis zu 15 m hoher Felsen mit Farnbewuchs.

## Schutzzweck
Im NSG soll der dortige Wald geschützt werden. Wie bei allen Naturschutzgebieten in Deutschland wurde in der Schutzausweisung darauf hingewiesen, dass das Gebiet „wegen der Seltenheit, besonderen Eigenart und Schönheit des Gebietes“ zum Naturschutzgebiet wurde.